# Megalohelcon torresensis
Megalohelcon torresensis är en stekelart som beskrevs av Turner 1918. Megalohelcon torresensis ingår i släktet Megalohelcon och familjen bracksteklar. Inga underarter finns listade i Catalogue of Life.